# Administrația Bacăului
Bacău este împărțit în 11 cartiere.

## Primăria
Actualul primar al Bacăului este liberalul Romeo Stavarache. 
Viceprimarii sunt: Dragoș Luchian și Mihai Șuștac.

## Consiliul Local
Consiliul local este compus din 23 de consilieri împărțiți astfel:
|  | Partid                    | Consilieri | Componența Consiliului | Componența Consiliului | Componența Consiliului | Componența Consiliului | Componența Consiliului | Componența Consiliului | Componența Consiliului | Componența Consiliului | Componența Consiliului | Componența Consiliului | Componența Consiliului | Componența Consiliului |
|  | ------------------------- | ---------- | ---------------------- | ---------------------- | ---------------------- | ---------------------- | ---------------------- | ---------------------- | ---------------------- | ---------------------- | ---------------------- | ---------------------- | ---------------------- | ---------------------- |
|  | Partidul Național Liberal | 12         |                        |                        |                        |                        |                        |                        |                        |                        |                        |                        |                        |                        |
|  | Partidul Democrat-Liberal | 5          |                        |                        |                        |                        |                        |                        |                        |                        |                        |                        |                        |                        |
|  | Partidul Social Democrat  | 6          |                        |                        |                        |                        |                        |                        |                        |                        |                        |                        |                        |                        |

## Prefectura și Consiliul Județean
Conducerea celor două instituții a fost desemnată în urma alegerilor locale și generale din 2004:
- Prefect: Claudiu Octavian Șerban, care exercită funcția publică de prefect al județului Bacău începând cu data de 11 mai 2012
- Subprefect: Constantin Dorian Pocovnicu, care exercită, cu caracter temporar, prin detașare în condițiile legii, funcția publică de subprefect al județului Bacău începând cu data de 20 iunie 2012.
- Președintele Consiliului Județean: Dragoș Adrian Benea
- Vicepreședinții Consiliului Județean: Dumitru Brăneanu și Claudiu Constantin Năstasă